# Kenneth Branagh
Kenneth Charles Branagh (/ˈkɛnɪθ tʃɑːlz ˈbrænə/; Belfast, Irlanda del Norte, 10 de diciembre de 1960) es un director, guionista y actor cinematográfico y teatral británico. Ganador de un Premio Óscar, un Premio Primetime Emmy, un premio Globo de Oro y tres premios BAFTA, es uno de los directores más respetados de su ciudad natal. En 2018, le fueron dadas las llaves de la ciudad de Belfast.
Es muy reconocido por haber dirigido y actuado en muchas adaptaciones de obras clásicas shakesperianas en el cine, de las cuales sobresalen Enrique V (1989; por la cual fue nominado al Óscar como mejor director y mejor actor), Otelo (1995) y Hamlet (1996; por la cual fue nominado al Óscar al mejor guion adaptado), en muchas de las cuales colaboró con su exesposa, la actriz Emma Thompson. 
Como actor, su presencia ha sido destacada en producciones tanto de cine como de televisión, como Wild Wild West (1999), The Road to El Dorado (2000), La solución final (2001), Harry Potter y la cámara secreta (2002), Valkyrie (2008), entre otras. En 2011, fue nominado al Óscar como mejor actor de reparto al encarnar a Laurence Olivier en la cinta My Week with Marilyn.
Como director, su diverso trabajo también ha sido reconocido. Algunas de sus producciones son Morir todavía (1991), Swan Song (1992; por la cual fue nominado al Óscar al mejor cortometraje) y Frankenstein de Mary Shelley (1994). En 2011, dirigió la superproducción Thor, que fue un éxito de taquilla a nivel mundial, recaudando más de 400 millones de dólares. En 2022, fue ganador del Premio Óscar al mejor guion original por la película dramática Belfast (2021). 

## Biografía
Kenneth Charles Branagh nació en Belfast el 10 de diciembre de 1960. Es el segundo de tres hijos en una familia protestante dueña de una importante explotación ganadera. Se trasladaron a Reading, Inglaterra, cuando él tenía 9 años, para escapar de la violencia de la zona. Ken tuvo un conflicto de identidad que le hizo adoptar el acento inglés en su escuela mientras se mantenía irlandés en casa. Fue capitán del equipo de rugby y de fútbol y se enroló en la revista local, escribiendo críticas de libros infantiles. Asistió al Whiteknights Primary School y al Meadway School en Tilehurst. En 1976, cuando tenía 15 años, al ver a Derek Jacobi en el papel de Hamlet, decidió ser actor.
A los 18 ingresó en la Royal Academy of Dramatic Art, cuyo director, Hugh Crutwell, sería mucho más tarde su ayudante y referencia en muchas películas. Nada más terminar la escuela, realizó el papel secundario en la obra Another country, que le valió muchos premios y aclamaciones. Pero fue su papel como Enrique V para la Royal Shakespeare Company (RSC) a la edad de 23 años, la que aseguró su posición como nuevo talento de la escena británica tanto en la interpretación como en la dirección.

## Carrera
En 1987 fundó, junto con David Parfitt, su colega en Another country, una nueva compañía, que fue nombrada Renaissance, con un principio algo desfavorable: la producción Public Enemy, escrita, dirigida y protagonizada por Kenneth Branagh, recibió muchas críticas negativas (especialmente dedicadas a su megalomanía). Afortunadamente, las producciones de RTC de Noche de Reyes (dirigida por Kenneth), de Mucho ruido y pocas nueces (con Kenneth como protagonista), y Hamlet (también en el papel principal), fueron recibidas con la aclamación crítica. La prensa le etiquetó como "el nuevo Olivier".
Durante el período agitado del nacimiento de la Renaissance, continuó trabajando en proyectos de televisión y de cine. Uno de ellos la miniserie de BBC Fortunes of war. Su actriz principal era Emma Thompson. Los dos acabaron enamorándose en el rodaje. Se casaron tres años más tarde en 1989 y después de catapultarse en sus distintas carreras cinematográficas se les conoció internacionalmente como "Ken y Em", "la pareja Real del cine inglés". Las relaciones extramaritales de Branagh, especialmente, con Helena Bonham-Carter provocaron su separación, que fue anunciada el 30 de septiembre de 1995.
Su siguiente película, Morir todavía, fue su primera experiencia con un gran estudio (la Paramount) y un homenaje al cine negro que hizo que los críticos ahora le comparasen con Welles. La película fue un éxito y le permitió rodar la comedia de bajo presupuesto Los amigos de Peter y después trasladarse a la Toscana para rodar Mucho ruido y pocas nueces.
Frankenstein fue una de las producciones más caras de 1994 y probablemente la mejor y más fiel adaptación de la obra de Mary Shelley. Intervino como director y actor. Pese a ser considerada un fracaso comercial, llegó a producir 106 millones de dólares de beneficio. Durante el rodaje inició una relación con su coestrella y futura segunda esposa, Helena Bonham-Carter.
En 1995 dirige la película de bajo presupuesto En lo más crudo del crudo invierno, que apenas si tuvo exhibición en muchos países y que narra la historia de un atípico grupo teatral que pretende montar Hamlet en un pequeño pueblo rural. Esta película contó con la veterana Joan Collins.
Al poco tiempo cumplió su sueño de dirigir Hamlet, una adaptación íntegra de la obra original (aunque ambientada en el siglo XIX y no en el Medioevo) de cuatro horas de duración y con un reparto plagado de estrellas, aunque también se exhibió una versión resumida de poco más de hora y media. Los críticos la aclamaron y recibió cuatro nominaciones a los Óscar. Pese al éxito, no recibió ninguno.
En 2001 protagonizó el gran papel en el telefilm Conspiracy, (distribuida en España con el nombre La solución final), que le valió el premio Emmy. Se decide a volver a los escenarios a principios de 2002 tras casi diez años de ausencia, pero lo hace primero como director con The play what wrote, que se convierte en la comedia revelación del año y recibe varios galardones. De nuevo acapara el éxito de la crítica y el público, haciendo el papel de Ricardo III de Inglaterra en los teatros de Sheffield, en marzo de 2002.
Consigue el papel de Gilderoy Lockhart en Harry Potter y la cámara secreta. En 2003 vuelve al teatro, pero no con Shakespeare, sino con Mamet. Edmond es un nuevo éxito de audiencia y crítica. Contrae matrimonio con Lindsay Brunnock, a la que conoció en el rodaje de Shackleton. Recientemente ha exhibido en diversos festivales su cortometraje Listening. En 2006, Branagh dedicó gran parte de su tiempo en Japón preparando su personal visión de Como gustéis, de William Shakespeare.  
También trabajó para la televisión en la serie británica Wallander, donde interpretó al famoso detective creado por Henning Mankell. La serie comenzó en 2008 y terminó en 2016 tras cuatro temporadas.
En 2011, Branagh dirigió Thor, película basada en el superhéroe de Marvel  el 6 de mayo de 2011.  La película fue parte de la Fase Uno del Universo cinematográfico de Marvel. Branagh recibió una nominación al Premio de la Academia al Mejor Actor de Reparto en la 84.ª edición de los Premios de la Academia. Por su actuación en My Week with Marilyn fue nominado al Óscar como mejor actor de reparto. Por otra parte, tuvo un papel en la ceremonia de apertura de los Juegos Olímpicos de Londres 2012, interpretando a Isambard Kingdom Brunel durante el segmento "Pandemonium" de la Revolución Industrial, donde interpretó uno de los discursos de Caliban de La tempestad de Shakespeare.  
Por su actuación en el episodio One Step Behind, fue nominado en la categoría de Mejor Actor, Miniserie o Película de la 61.ª edición de los Primetime Emmy Awards  y le valió una nominación a Mejor Actor en los premios Crime Thriller Awards de 2009.  En 2014, Branagh dirigió y actuó en el thriller de acción Jack Ryan: Shadow Recruit (2014). Al año siguiente, Branagh dirigió Cenicienta (2015) protagonizada por Lily James.  La película fue un éxito financiero y de crítica.
Branagh comenzó su primera colaboración con Christopher Nolan interpretando a un comandante de la Marina Real en el thriller de acción de la Segunda Guerra Mundial Dunkerque (2017). Dirigió y protagonizó Asesinato en el Orient Express (2017) como Hercule Poirot.  En 2018 dirigió la película Todo es verdad, en la que interpretó a William Shakespeare . Branagh también dirigió Artemis Fowl, que se estrenó en Disney+ en junio de 2020. En mayo de 2019, Branagh participó en Tenet (2020) de Christopher Nolan.  
En 2021, Branagh dirigió Belfast, rodada en blanco y negro que se proyectó tanto en el Festival de Cine de Telluride como en el Festival Internacional de Cine de Toronto, donde ganó el premio People's Choice Award por este último. La película fue aclamada por la crítica y  obtuvo siete nominaciones al Premio de la Academia, incluidas las de Mejor Película y Mejor Director. Branagh ganó el Premio de la Academia al Mejor Guion Original . También ganó el Premio BAFTA a la Mejor Película Británica.
Repitió su papel de Hércules Poirot en Muerte en el Nilo de 2022, una secuela de Asesinato en el Orient Express que también dirigió. En octubre de 2022, se anunció que Branagh dirigiría y protagonizaría una tercera película de Poirot titulada A Haunting in Venice.   Branagh trabaja para Christopher Nolan por tercera vez Oppenheimer (2023).

## Filmografía

### Cine
| Año  | Título                                | Personaje                            | Ref.   |
| ---- | ------------------------------------- | ------------------------------------ | ------ |
| 1981 | Chariots of Fire                      | Estudiante de Cambridge              |        |
| 1987 | A Month in the Country                | James Moon                           |        |
| 1987 | High Season                           | Rick                                 |        |
| 1989 | Henry V                               | Enrique V de Inglaterra              |        |
| 1991 | Dead Again                            | Mike Church / Roman Strauss          |        |
| 1992 | Los amigos de Peter                   | Andrew Benson                        |        |
| 1993 | Mucho ruido y pocas nueces            | Benedick                             |        |
| 1993 | Swing Kids                            | Herr Knopp, Gestapo                  |        |
| 1994 | Frankenstein de Mary Shelley          | Víctor Frankenstein                  |        |
| 1995 | Otelo                                 | Yago                                 |        |
| 1996 | Hamlet                                | Príncipe Hamlet                      |        |
| 1998 | The Gingerbread Man                   | Rick Magruder                        |        |
| 1998 | The Theory of Flight                  | Richard                              |        |
| 1998 | Celebrity                             | Lee Simon                            |        |
| 1998 | The Proposition                       | Padre Michael McKinnon               |        |
| 1999 | Alien love triangle                   | Steven Chesterman                    |        |
| 1999 | Wild Wild West                        | Dr. Arliss Loveless                  |        |
| 2000 | Love's Labour's Lost                  | Berowne                              |        |
| 2000 | The Road to El Dorado                 | Miguel (voz)                         |        |
| 2000 | How to Kill Your Neighbor's Dog       | Peter McGowen                        |        |
| 2001 | Schneider's 2nd Stage                 | Joseph Barnett                       |        |
| 2002 | Rabbit Proof Fence                    | A.O. Neville                         |        |
| 2002 | Harry Potter y la cámara secreta      | Gilderoy Lockhart                    |        |
| 2004 | Five Children and It                  | Tío Albert                           |        |
| 2007 | Sleuth                                | Hombre en televisión                 |        |
| 2008 | Valkyrie                              | Henning von Tresckow                 |        |
| 2009 | The Boat That Rocked                  | Sir Alistair Dormandy                |        |
| 2011 | Mi semana con Marilyn                 | Laurence Olivier                     |        |
| 2012 | Stars in Shorts. Segmento: "Prodigal" | Mark Snow                            |        |
| 2014 | Jack Ryan: Shadow Recruit             | Viktor Cherevin                      |        |
| 2016 | Mindhorn                              | Él mismo                             | [ 29 ] |
| 2017 | Dunkerque                             | Comandante Bolton                    | [ 30 ] |
| 2017 | Murder on the Orient Express          | Hércules Poirot                      | [ 31 ] |
| 2018 | Avengers: Infinity War                | Llamador de socorro asgardiano (voz) | [ 32 ] |
| 2018 | All is true                           | William Shakespeare                  | [ 33 ] |
| 2020 | Tenet                                 | Andrei Sator                         | [ 34 ] |
| 2022 | Muerte en el Nilo                     | Hércules Poirot                      | [ 35 ] |
| 2023 | A Haunting in Venice                  | Hércules Poirot                      | [ 36 ] |
| 2023 | Oppenheimer                           | Niels Bohr                           | [ 37 ] |
| 2025 | El rey de reyes                       | Charles Dickens                      |        |
| TBA  | Mayday                                | TBA                                  | [ 38 ] |

#### Director
- Enrique V (Henry V, 1989)
- Morir todavía (Dead Again, 1991)
- Los amigos de Peter (Peter's Friends, 1992)
- Mucho ruido y pocas nueces (Much Ado About Nothing, 1993)
- Frankenstein (Mary Shelley's Frankenstein, 1994)
- En lo más crudo del crudo invierno (1995)
- Hamlet (1996)
- Trabajos de amor perdidos (2000)
- Listening (2003)
- La flauta mágica (2006)
- Como gustéis (2006)
- La huella (Sleuth) (2007)
- Thor (2011)
- Jack Ryan: Shadow Recruit (2013)
- La Cenicienta (2015)
- Murder on the Orient Express (2017)
- All is true (2018)
- Artemis Fowl (2020)
- Belfast (2021)
- Death on the Nile (2022)
- A Haunting in Venice (2023)

#### Guionista
- Enrique V (Henry V, 1989)
- Mucho ruido y pocas nueces (Much Ado About Nothing, 1993)
- En lo más crudo del crudo invierno (In the Bleak Midwinter, 1995)
- Hamlet (Hamlet, 1996)
- Trabajos de amor perdidos (Love's Labour's Lost, 2000)
- Listening (Listening, 2003)
- Belfast (2021)

#### Productor
- Los amigos de Peter (Peter's Friends, 1992).
- Mucho ruido y pocas nueces (Much Ado About Nothing, 1993).
- Frankenstein de Mary Shelley (Frankenstein, 1994) (coproductor).
- Trabajos de amor perdidos (Love's Labour's Lost, 2000).
- Thor: The Dark World (2013).

#### Televisión
| Año       | Título                               | Personaje                 | Notas                              |
| --------- | ------------------------------------ | ------------------------- | ---------------------------------- |
| 1982      | Play for Tomorrow                    | Estudiante                | Episodio: "Easter 2016"            |
| 1982      | Play for Today                       | Billy Martin              | 3 Episodios                        |
| 1983      | To the Lighthouse                    | Charles Tansley           | Película de televisión             |
| 1983      | Maybury                              | Robert Clyde Moffat       | 2 Episodios                        |
| 1984      | The Boy in the Bush                  | Jack Grant                | Miniserie                          |
| 1985      | Coming Through                       | D.H. Lawrence             | Película de televisión             |
| 1987      | The Lady's Not for Burning           | Thomas Mendip             | Película de televisión             |
| 1987      | Lorna                                | Billy                     | Película de televisión             |
| 1987      | Theatre Night                        | Oswald                    | Episodio: "Ghosts"                 |
| 1987      | Fortunes of War                      | Guy Pringle               | 7 Episodios                        |
| 1988      | Thompson                             | Varios papeles            | 6 Episodios                        |
| 1988      | American Playhouse                   | Gordan Evans              | Episodio: "Strange Interlude"      |
| 1989      | Look back in anger                   | Jimmy Porter              | Película de televisión             |
| 1995      | The Shadow of a Gunman               | Donal Davoren             | Episodio: "Shadow of a Gunman"     |
| 2001      | Conspiracy (La solución final [Esp]) | Reinhard Heydrich         | Película de televisión             |
| 2002      | Shackleton                           | Sir Ernest Shackleton     | Película de televisión             |
| 2005      | Warm Springs                         | Franklin Delano Roosevelt | Película de televisión             |
| 2006      | Lunar Jim                            | Eco                       | 92 Episodios                       |
| 2008      | 10 Days to War                       | Coronel Tim Collins       | Episodio: "Our Business is North"  |
| 2008–2016 | Wallander                            | Kurt Wallander            | 12 Episodios                       |
| 2018      | Upstart Crow                         | Colin / El extraño        | Episodio: "A Crow Christmas Carol" |
| 2022      | This England                         | Boris Johnson             | Miniserie; 6 episodios             |
| 2023      | Blue Eye Samurai                     | Abijah Fowler             | Miniserie; 8 episodios             |

### Narrador
| Año  | Título                                                     | Notas                            |
| ---- | ---------------------------------------------------------- | -------------------------------- |
| 1995 | Anne Frank Remembered                                      | Documental                       |
| 1996 | Cinema Europe: The Other Hollywood                         | 6 Episodios                      |
| 1997 | Great Composers                                            | 7 Episodios                      |
| 1998 | Cold War                                                   | 24 Episodios                     |
| 1999 | Walking with Dinosaurs (Caminando entre dinosaurios [Esp]) | 6 Episodios                      |
| 2001 | The Science of Walking with Beasts                         | 2 Episodios                      |
| 2001 | The Ballad of Big Al                                       | 2 Episodios                      |
| 2001 | Walking with Beasts                                        | 6 Episodios                      |
| 2002 | The Tramp and the Dictator                                 | Documental                       |
| 2005 | Walking with Monsters: Life Before Dinosaurs               | 3 Episodios                      |
| 2005 | Das Goebbels-Experiment[4]                                 | Documental                       |
| 2005 | IMAX: Galapagos                                            | Documental corto                 |
| 2005 | World War 1 in Colour                                      | 6 Episodios                      |
| 2006 | The American Experience                                    | Episode: "The Man Behind Hitler" |
| 2011 | A Poem is...                                               | Episode: "The Wind on the Hill"  |

### Teatro
- Another Country (1982)
- Henry V (1984)
- Romeo and Juliet (1987)
- Much Ado About Nothing (1988)
- Look Back in Anger (1989)
- Hamlet (1992)
- Richard III (2002)
- Ivanov (2008)
- Macbeth (2013)

## Premios y distinciones
Premios Óscar
| Año  | Categoría              | Película             | Resultado | Ref. |
| ---- | ---------------------- | -------------------- | --------- | ---- |
| 1990 | Mejor director         | Enrique V            | Nominado  | Ref. |
| 1990 | Mejor actor            | Enrique V            | Nominado  | Ref. |
| 1993 | Mejor cortometraje     | Swan Song            | Nominado  | Ref. |
| 1997 | Mejor guion adaptado   | Hamlet               | Nominado  | Ref. |
| 2012 | Mejor actor de reparto | My Week with Marilyn | Nominado  |      |
| 2022 | Mejor película         | Belfast              | Nominado  |      |
| 2022 | Mejor director         | Belfast              | Nominado  |      |
| 2022 | Mejor guion original   | Belfast              | Ganador   |      |

Globo de Oro
| Año  | Categoría                            | Película             | Resultado |
| ---- | ------------------------------------ | -------------------- | --------- |
| 2001 | Mejor Actor de Miniserie o Telefilme | Conspiracy           | Nominado  |
| 2005 | Mejor Actor de Miniserie o Telefilme | Warm Springs         | Nominado  |
| 2010 | Mejor Actor de Miniserie o Telefilme | Wallander            | Nominado  |
| 2012 | Mejor Actor de Reparto               | My Week with Marilyn | Nominado  |
| 2022 | Mejor Guion                          | Belfast              | Ganador   |

Festival Internacional de Cine de Venecia
| Año  | Categoría                       | Película                           | Resultado | Ref. |
| ---- | ------------------------------- | ---------------------------------- | --------- | ---- |
| 1995 | Premio Osella al mejor director | En lo más crudo del crudo invierno | Ganador   | Ref. |
| 2007 | Queer Lion – Mención especial   | La huella                          | Ganador   | Ref. |